# Conny Andersson
Leif Conny Andersson est un pilote automobile suédois né le 28 décembre 1939 à Alingsås. Engagé à cinq reprises en Grands Prix de Formule 1, il s'est qualifié une seule fois, au Grand Prix automobile des Pays-Bas 1976.

## Carrière
Conny Andersson commence sa carrière en moto-cross en Scandinavie avant de passer à la course automobile. Il dispute alors le championnat d'Europe de Formule 3 en 1976 et lutte pour le titre contre Riccardo Patrese. À égalité de points, de victoires et de deuxièmes places, Patrese l'emporte au nombre de troisièmes places.
Grâce à ce titre de vice-champion, Andersson obtient un volant chez Surtees pour le Grand Prix automobile des Pays-Bas 1976. Il qualifie sa Surtees TS19 en 26e et dernière place et abandonne dès le dixième tour lorsque son moteur Ford-Cosworth casse.
Engagé par BRM en 1977, Andersson ne parvient jamais à passer le cap des qualifications au volant de la médiocre BRM P207 en Espagne, Belgique, Suède et France.
Après quelques essais décevants dans l'équipe Merzario début 1978, Andersson met un terme à sa carrière pilote automobile.

## Résultats en championnat du monde de Formule 1
| Saison | Écurie                     | Châssis      | Moteur      | Pneus    | GP disputés  | Points inscrits | Classement |
| ------ | -------------------------- | ------------ | ----------- | -------- | ------------ | --------------- | ---------- |
| 1976   | Team Surtees               | Surtees TS19 | Cosworth V8 | Goodyear | 1            | 0               | n.c.       |
| 1977   | Rotary Watches Stanley BRM | BRM P207     | Cosworth V8 | Goodyear | 4 (0 départ) | 0               | n.c.       |